# Capovalle
Capovalle ist eine Gemeinde im Val Sabbia der Provinz Brescia in Italien mit 336 Einwohnern (Stand 31. Dezember 2023).
Auf der Wasserscheide zwischen dem Idro- und dem Gardasee gelegen, ist es das Haupt zweier Täler. Capovalle liegt in den Gardaseebergen an der Verbindungsstraße SP58 von Idro über Bollone (ab hier SP9) durch das Tal von Valvestino nach Gargnano.

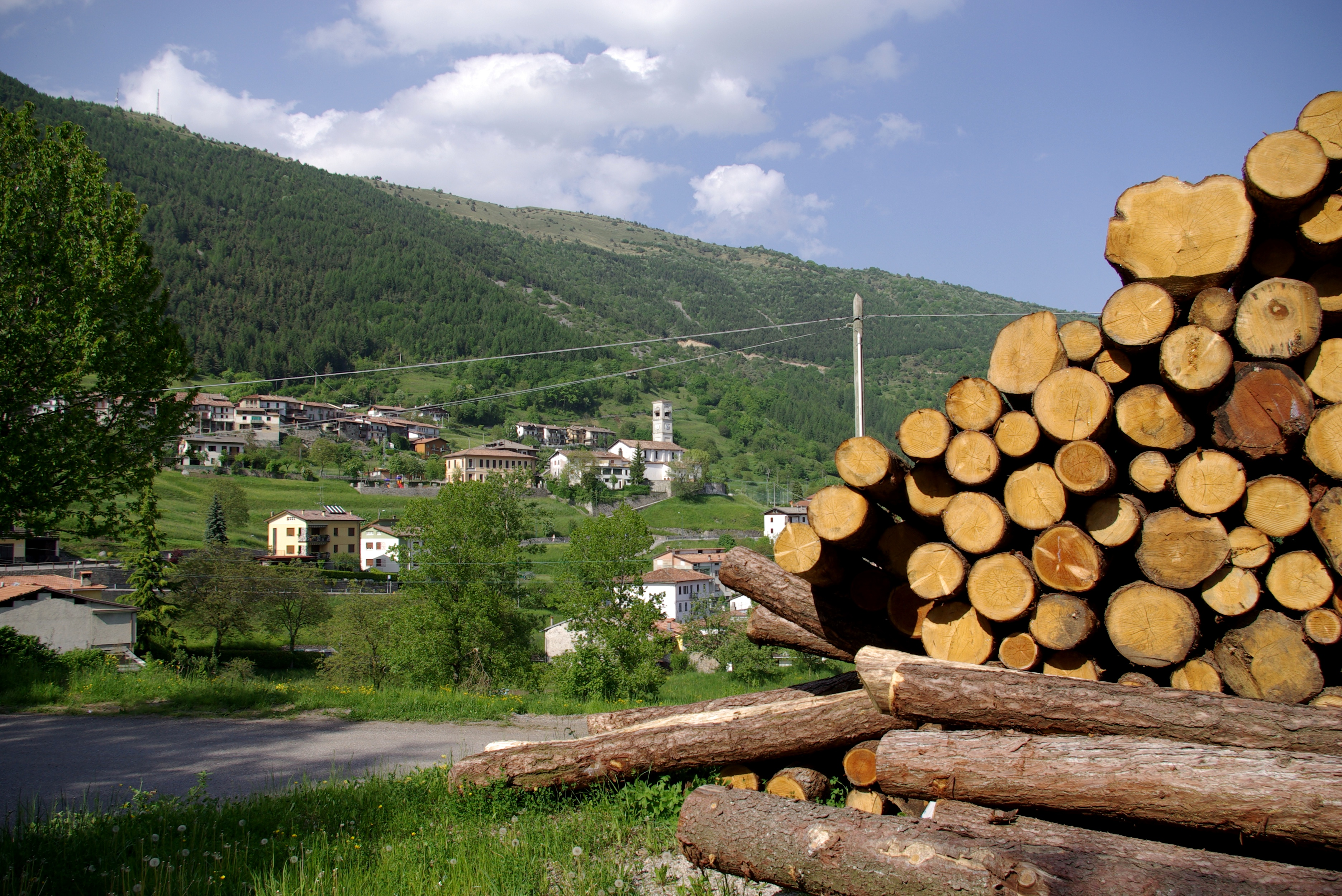
Blick auf Zumiè, Mai 2009
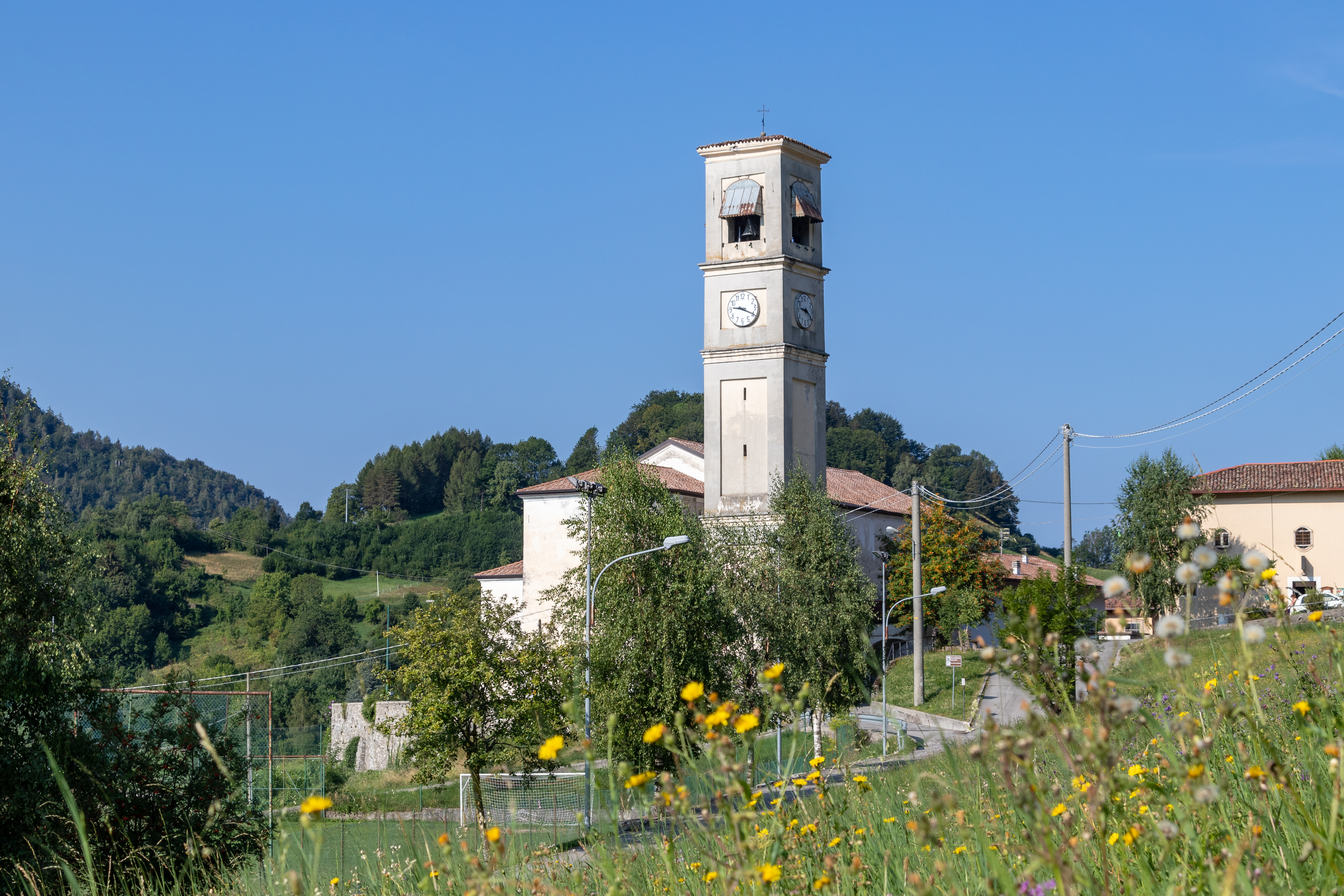
Kirche in Capovalle